# 李继勋 (1928年)
李继勋（1928年—），男，江西吉安人，生于贵州独山，中国血液病专家，贵阳医学院教授，曾任第八届全国政协委员。